# Aerangis decaryana
Aerangis decaryana é uma espécie de orquídea monopodial epífita, família Orchidaceae, que habita o sul de Madagascar.